# Sormea orbignyi
Sormea orbignyi is een keversoort uit de familie boktorren (Cerambycidae). De wetenschappelijke naam van de soort is voor het eerst geldig gepubliceerd in 1831 door Guérin.